# Skyldig - ikke skyldig? (film fra 1916)
 For alternative betydninger, se Skyldig - ikke skyldig. (Se også artikler, som begynder med Skyldig - ikke skyldig)
Skyldig - ikke skyldig? er en amerikansk stumfilm fra 1916 af Paul Powell.

## Medvirkende
- Wilfred Lucas som John Carter.
- Mary Alden som Mrs. Carter.
- Bessie Love som Helen Carter.
- Carmen De Rue som Nellie Carter.
- Elmer Clifton som Ned Fowler.